# نولان بيلي هارمون
نولان بيلي هارمون (بالإنجليزية: Nolan Bailey Harmon)‏ هو مؤرخ أمريكي، ولد في 14 يوليو 1892، وتوفي في 8 يونيو 1993.